# Воррен Вейр
Воррен Вейр  (англ. Warren Weir, 13 жовтня 1989) — ямайський легкоатлет, олімпійський медаліст.

## Виступи на Олімпіадах
| Олімпіада   | Дисципліна        | Місце |
| ----------- | ----------------- | ----- |
| Лондон 2012 | біг на 200 метрів | 3     |